# شمبارک (استان لهستان کوچک‌تر)
شمبارک (به لهستانی:  Szymbark) یک روستا در لهستان است که در گمینا گورلیتسه واقع شده‌است. شمبارک ۳٬۰۶۷ نفر جمعیت دارد.